# Brachiochondria
Brachiochondria – rodzaj widłonogów z rodziny Chondracanthidae. Nazwa naukowa tego rodzaju skorupiaków została opublikowana w 1957 roku przez japońskiego zoologa Sueo M. Shiino (1908-1978).

## Gatunki
- Brachiochondria higanfugu Yamaguti & Yamasu, 1959
- Brachiochondria murtii Rangnekar, 1977
- Brachiochondria pinguis Shiino, 1957